# Лойссін
Лойссін (нім. Loissin) — громада в Німеччині, розташована в землі Мекленбург-Передня Померанія. Входить до складу району Передня Померанія-Грайфсвальд. Складова частина об'єднання громад Лубмін.
Площа — 15,29 км2. Населення становить 797 ос. (станом на 31 грудня 2020).